# Quadrophenia (film)
Quadrophenia je britský film z roku 1979, který byl volně inspirován stejnojmennou rockovou operou od The Who. Na rozdíl od filmové adaptace Tommyho není Quadrophenia filmový muzikál.

## Děj
Film se odehrává v roce 1964 a sleduje příběh Jimmyho Coopera (Phil Daniels), který je londýnským Modem. Je zklamaný ze svých rodičů a své práce poslíčka v reklamní firmě a jediné rozptýlení nachází u svých přátel, kteří jsou také Mods, Davea (Mark Wingett), Chalkyho (Philip Davis) a Spidera (Gary Shail). Jeden z Rockerů, nepřátel Mods, je ve skutečnosti Jimmyho kamarád z dětství Kevin (Ray Winstone). Agresivní útok Rockerů proti Spiderovi vede k těžkému napadení Kevina. Tohoto napadení se účastní i Jimmy, ale když zjistí, že obětí je Kevin, nepomůže mu a místo toho ujede na skútru pryč.
Státní svátek poskytne Mods a Rockerům příležitost k velké bitce v jihoanglickém Brightonu. Když se policie snaží výtržníky obklíčit Jimmy a Steph (Leslie Ash) – dívka, do které je zamilovaný – uniknou do postranního průchodu, kde spolu mají sex. Když poté vyjdou zpět na ulici, ocitají se přímo uprastřed rvačky a zrovna v okamžiku, kdy policie zatýká výtržníky. Jimmy je zatčen a dostane se do policejního auta spolu s agresivním a charismatickým Modem, kterému říkají Ace Face (Sting). Jimmy později dostane na tehdejší dobu vysokou pokutu £50. Když Ace Face dostane pokutu £75, k pobavení ostatních Mods soudce zesměšní tím, že zaplatí na místě.
V Londýně se Jimmy dostává do těžké deprese. Když Jimmyho matka nalezla jeho tajné zásoby amfetaminu, vyhodila ho z domu. Poté Jimmy dává v práci výpověď a zjišťuje, že Steph nyní chodí s jeho kamarádem Davem. Následující ráno při projížďce na skútru Steph potká a ta ho odmítne. Jimmy naštvaně odejede a v nepozornosti nabourá a rozbije svůj milovaný skútr. Ze všech těchto událostí je velmi rozrušený a vrací se zpět do Brightonu, kde znovu navštěvuje dějiště výtržností a svého románku se Steph. Přitom potká svůj idol, Ace Face, který je ve skutečnosti prostý sluha v brightonském hotelu. Jimmy ukradne jeho skútr a jede k Beachy Head, kde nechá skútr sjet z útesu.

## Obsazení

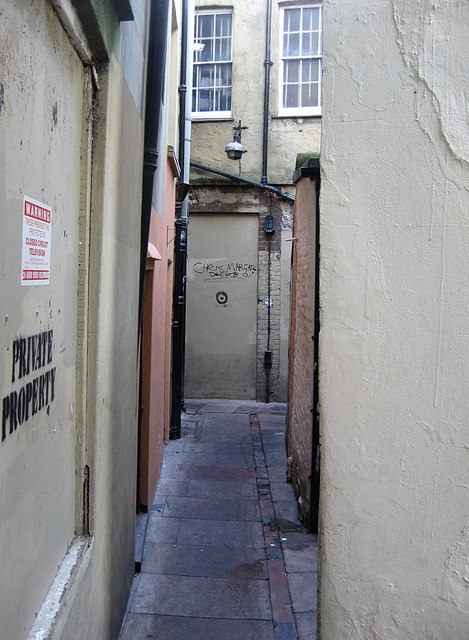
Průchod mezi East Street a Little East Street, Brighton, Anglie. Slavný průchod, ve kterém spolu ve filmu Quadrophenia měli sex Jimmy Cooper a Steph.

| Phil Daniels     | Jimmy Cooper                        |
| Leslie Ash       | Steph                               |
| Philip Davis     | Chalky                              |
| Mark Wingett     | Dave                                |
| Sting            | Ace Face                            |
| Ray Winstone     | Kevin Herriot                       |
| Gary Shail       | Spider                              |
| Garry Cooper     | Peter Fenton, přítel Steph          |
| Toyah Willcox    | Monkey                              |
| Trevor Laird     | Ferdy                               |
| Andy Sayce       | Kenny                               |
| Kate Williams    | Mrs Cooper / Jimmyho matka          |
| Michael Elphick  | Mr George Cooper / Jimmyho otec     |
| Kim Neve         | Yvonne Cooper / Jimmyho sestra      |
| Benjamin Whitrow | Mr. Fulford / Jimmyho zaměstnavatel |

## Soundtrack
Vizte Quadrophenia (soundtrack).